# Wojciech Ossowski
Wojciech Ossowski (ur. 4 marca 1961 roku) – polski dziennikarz muzyczny, prezenter radiowy i konferansjer. Propagator muzyki folkowej, ekspert w tej dziedzinie.

## Życiorys
Od roku 1986 związany z radiową Trójką, na antenie której prowadził m.in. audycje Folk – muzyka z przyszłości, Folk w Pigułce, Klub Folkowy, Ossobliwości muzyczne. Jest członkiem Akademii Muzycznej Trójki. Od 2002 roku pracuje w Radiowym Centrum Kultury Ludowej. Współpracuje również z Programem II Polskiego Radia i radiową Czwórką.
Muzykę folkową promuje również od wielu lat na licznych festiwalach muzycznych. W roku 1989 stworzył i szefował Wiosce Folkowej na Famie. W latach 1989–1990 szefował Wiosce Folkowej w Jarocinie. Wielokrotnie pełnił rolę jurora i konferansjera na Festiwalu Muzyki Ludowej "Mikołajki Folkowe" w Lublinie. Od roku 1998 jest szefem artystycznym festiwalu muzyki folkowej i etnicznej Ethnosfera w Skierniewicach. Od 2006 (z przerwą w 2018) jest jurorem na festiwalu  Rock May Festival w Skierniewicach. Prowadził ponad dekadę audycje fokowe w radiach MultiKulti w Berlinie, WDR Kolonia, WDR Brema i 3 Programie państwowego radia szwedzkiego.
Zasiada w jury World Music Charts Europe.
Od 2012 r. prowadzi w Programie II Polskiego Radia folkową audycję Nokturn. W lutym 2018 r. 
w sobotnich "Porankach Dwójki" rozpoczął prowadzenie cyklu "Poznaj historię polskiego folku" przybliżającego dzieje folku w Polsce.
Od 2017 roku reprezentant Polski w szermierce weteranów, zarówno indywidualnie jak i w drużynie.